# Вон (Канада)
Вижте пояснителната страница за други значения на Вон.
Вон (на английски: Vaughan) е град в Онтарио, Канада. Населението му е 306 233 жители (по данни от 2016 г.), а площта 273,52 кв. км. Получава статут град през 1991 г. Намира се в часова зона UTC−5. Телефонните му кодове са 905 и 289.